# Henry Anson Cavendish (4e baron Waterpark)
Henry Anson Cavendish, 4e baron Waterpark (14 avril 1839 - 3 août 1912) est un aristocrate et sportif britannique.

## Jeunesse
Cavendish est né le 14 avril 1839. Il est le fils de Henry Cavendish (3e baron Waterpark) et de son épouse Elizabeth Jane Anson, fille de Thomas Anson (1er vicomte Anson).
Il fait ses études à la Harrow School et quitte ensuite la Grande-Bretagne pour étudier le français et l'allemand.

## Carrière
À son retour en Grande-Bretagne, il entre au ministère des Affaires étrangères et y reste jusqu'à la mort du 3e baron le 31 mars 1863, date à laquelle il hérite de la majeure partie de sa succession.
En tant que sportif, Lord Waterpark se rend en Inde en 1868, où il chasse le gros gibier, et au Canada et aux États-Unis en 1869, pêchant dans une rivière à saumon au Labrador et (avec George Armstrong Custer, entre autres) chassant le bison et d'autres gros gibiers aux États-Unis, notamment dans les montagnes Rocheuses.
En 1872, il devient maître du Meynell Hunt dans le Derbyshire. Lord Waterpark est capitaine dans la Staffordshire Yeomanry Cavalry, magistrat pour ce comté et sous-lieutenant du Derbyshire,. En 1899, il devient président du Derbyshire County Council pendant deux ans .

## Vie privée
En 1873, Lord Waterpark épouse Emily Stenning, baptisée le 30 mars 1845 à Godalming, Surrey et ils ont cinq enfants :
- Mary (29 décembre 1873 - 15 mai 1967)
- Henry Anson (3 mars 1875 - 22 octobre 1897)
- Winifred (2 avril ou 26 juin 1880 - 8 décembre 1971)
- Norah Lilian (27 octobre 1881 - 12 février 1932)
- Charles Frederick, 5e baron Waterpark (11 mai 1883 - 27 janvier 1932) [1],[3]

Lord Waterpark est décédé le 3 août 1912 et est remplacé dans ses titres par son fils survivant, Charles Frederick Cavendish, qui devient le 5e baron Waterpark.